# 代乳品

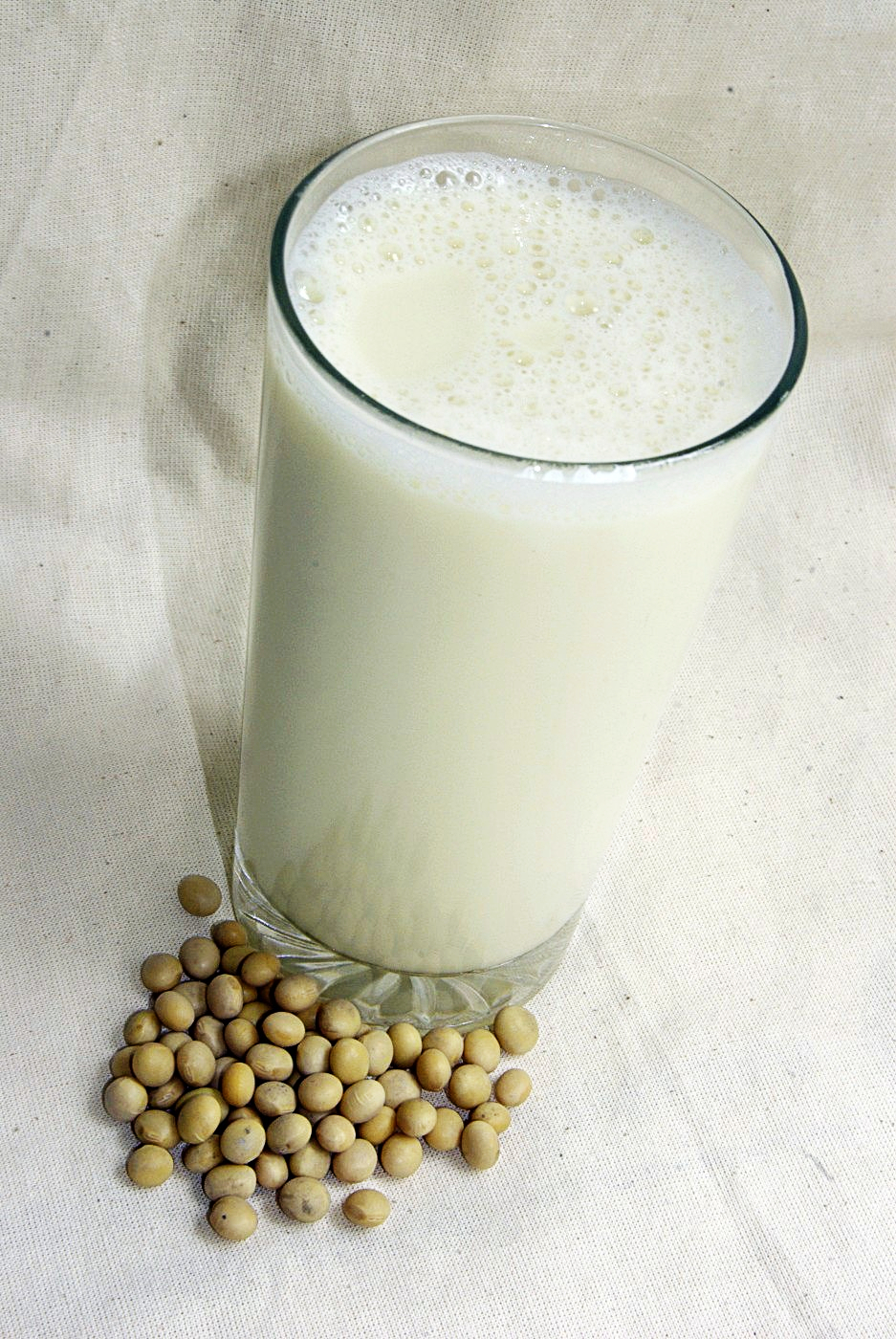
豆奶是常見的代乳品之一

代乳品一般用于替代哺乳类动物的乳制品，成分包含乳清蛋白、粽油、椰油和其他植物萃取。因此，代乳品一般拥有更长的保值期，与奶相比之下，代乳品即使在高温之下更容易保存。

## 代乳品种类

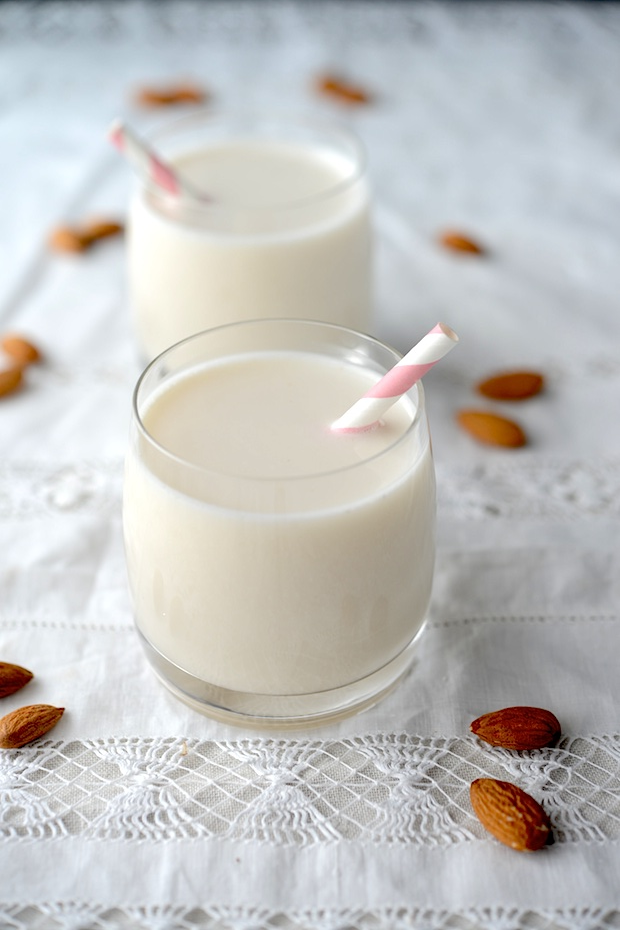
杏仁奶

- 豆奶 是代乳品众多种类中最普遍及受欢迎的替代品之一。豆奶是由黄豆或黑豆研磨而成的浆汁，营养与奶相似。根据研究显示，大豆蛋白能够预防与控制肾脏疾病[3]。

- 杏仁奶 是由杏仁与水研磨而成. 杏仁奶的制作过程非常简单，并可在家自己完成。此代乳品只含有非常低的卡路里及饱和脂肪。[4][5]

- 米奶主要使用于烘培制作。一般米奶会使用食品强化技术，让产品成为钙质、维他命B12和维他命D2的来源。

- 椰奶含有非常高的营养成分，如：钙质、维他命C, E, B1, B3, B5和维他命B6.[6]虽然椰奶的卡路里与脂肪含量较高，但拥有低蛋白成分，因此，椰奶是非常好的奶油替代品。